# Ramon Basil i Burjó
Ramon Basil i Brujó (Figueres, Alt Empordà, Maig de 1873 – 3 d'abril de 1938) fou un director coral, pianista, músic de cobla i compositor de sardanes.
Estudià a l'Institut Ramon Muntaner. Va ser el pare i primer mestre de música de Francesc Basil i Oliveras. Dirigí la Coral Erato, de Figueres, i actuà amb la cobla-orquestra Mendoza, també de Figueres. Té dedicat un carrer a la ciutat. Havia treballat amb el notari Salvador Dalí, pare del pintor.
Algunes de les seves obres es conserven a l'arxiu "Erato Partitura Digital", de la Societat Coral Erato de Figueres i a la Partothèque del Musee des Instruments de Ceret.
L'any 2016 la cobla Ciutat de Girona publica un disc dedicat a aquest compositor, dins la seva col·lecció Fonoteca Arxivat 2016-03-05 a Wayback Machine. de la cobla. El disc conté 8 sardanes, 2 sardanes per a cor d'homes i 5 ballables en formació d'orquestra.